# Marine Corps Air Station Beaufort
Marine Corps Air Station Beaufort of Beaufort MCAS, bijgenaamd Fightertown East, is een vliegbasis van het United States Marine Corps nabij Beaufort (South Carolina). Het is anno 2014 de thuisbasis van zes squadrons met F/A-18 Hornet en F-35B Lightning II gevechtsvliegtuigen, gegroepeerd in Marine Aircraft Group 31 (MAG 31). 
De basis beslaat bijna 28 km2 (6900 acre). Vliegtuigen van de basis hebben de beschikking over een grote oefenruimte voor luchtgevechten voor de Atlantische kust van South Carolina en Georgia. De Townsend Bombing Range, ongeveer 125 km zuidelijk van Beaufort in McIntosh County (Georgia), wordt gebruikt voor aanvallen op gronddoelen. De woonwijk van Laurel Bay is ook verbonden aan de basis; daar wonen de families van de personeelsleden van de basis.

## Geschiedenis
De United States Navy opende Naval Air Station Beaufort in de Tweede Wereldoorlog voor de training van anti-onderzeebootpatrouilles. Na de oorlog sloot de basis in 1946. In 1956 werd hij heropend en in 1960 gewijzigd in een Marine Corps Air Station. In 1975 kreeg het vliegveld de naam Merritt Field, als eerbetoon aan generaal-majoor Lewie G. Merritt (1897-1974), afkomstig uit Ridge Spring in South Carolina. Voor de komst van de F/A-18 werd de basis onder meer gebruikt door squadrons met de Vought F-8 Crusader en McDonnell Douglas F-4 Phantom II.